# Hard-boiled
Hard-boiled is een in de jaren twintig en dertig populair geworden literair genre uit de VS dat verwant is aan de detective en andere misdaadverhalen. Het verschilt van vroegere Engelse mysteryverhalen door zijn onsentimentele, naturalistisch-realistische toon, de meer expliciete erotiek, het geweld, de overwegend stedelijke setting en de snelle dialogen in de omgangstaal.

## Oorsprong van de term
Oorspronkelijk had het adjectief hard-boiled betrekking op drilsergeanten uit de Eerste Wereldoorlog vooraleer het werd toegepast op de even stoere en onsentimentele detective uit de populaire literatuur van na de oorlog. 

## Hard-boiled in de literatuur
The hardboiled-stijl ontstond in het pulptijdschrift Black Mask met Carroll John Daly's verhalen over de mannetjesputter Race Williams. Degene die het genre succesvol maakte was Dashiell Hammett (1894-1961), een voormalig Pinkerton-detective en bijdrager aan pulptijdschriften, wiens eerste echte hard-boiled verhaal Fly Paper in 1929 verscheen in Black Mask magazine. Raymond Chandler verfijnde vanaf begin jaren dertig het genre nog meer, dat zijn hoogtijdagen in de VS beleefde in de periode 1930-1950.
De protagonist die dit genre typeert is de cynische privédetective, die zich vaak als ik-verteller tot de lezer richt en zo zijn ervaringen en gevoelens deelt. Hij is cynisch geworden omdat het leven een harde leerschool voor hem was, en hij beseft dat de politie en het gerecht die de misdaad moeten bestrijden even corrupt zijn als de misdadigers zelf. Daardoor is de protagonist in de hard-boiled detective en in de daaruit ontstane film noir een antiheld.

## De intrige in de hard-boiled detective
Volgens auteur Raymond Chandler heeft de intrige van het hard-boiled verhaal een principieel andere functie dan in de traditionele, Engelse detectiveroman. In de laatste draait alles om de ontknoping en is de rest in verhouding onbeduidend. De basis van de Black Mask-verhalen 'was daarentegen dat de enscenering belangrijker was dan de intrige, in die zin dat een intrige goed was als zij goede scènes opleverde. Het ideale misdaadverhaal kon je ook lezen als het slot ontbrak.'

## Voorbeelden
Enkele bekende voorbeelden van hard-boiled misdaadverhalen zijn Hammetts The Maltese Falcon uit 1930, James M. Cains The Postman Always Rings Twice (1934) en Double Indemnity (1936), en Raymond Chandlers The Big Sleep (1939) en Farewell, My Lovely (1940).